# De Graminibus Unifloris et Sesquifloris
De Graminibus Unifloris et Sesquifloris (abreviado Gram. Unifl. Sesquifl.) es un libro con ilustraciones y descripciones botánicas que fue escrito por el botánico, médico y poeta germano-ruso Carl Bernhard von Trinius y publicado en el año 1824 con el nombre de De graminibus unifloris et sesquifloris: dissertatio botanica, sistens theoriae constructionis floris graminei epicrisin, terminologiae novae rationes, de methodo disquisitiones; adjecta generum ac specierum e tribu uni- et sesquiflororum plurium synopsi ....